# صیاد (جماعت)
صیاد جماعت و شهرکی در جنوب غربی کشور تاجیکستان است که در ناحیهٔ شهر توس ولایت ختلان قرار دارد. جمعیت این جماعت ۱۱۹۴۹ است.